# Chlorogomphus nakamurai
Chlorogomphus nakamurai is een echte libel (Anisoptera) uit de familie van de Chlorogomphidae.
De soort staat op de Rode Lijst van de IUCN als kwetsbaar, beoordelingsjaar 2009.
De wetenschappelijke naam van de soort werd in 1995 gepubliceerd door Karube.